# بيراتون (شركة)
شركة بيراتون هي شركة أمريكية خاصة في مجال الأمن القومي والتكنولوجيا، تأسست عام ٢٠١٧ م.  يقع مقرها الرئيسي في ريستون، فرجينيا .  تشمل مجالات خدماتها الفضاء، والاستخبارات، والأمن السيبراني، والدفاع، والأمن الداخلي، وأمن المواطنين، والصحة. يقع "مركز الأبحاث التطبيقية" التابع للشركة، بيراتون لابس ، في باسكنج ريدج، نيوجيرسي . 
اعتبارًا من عام 2021، كان لدى الشركة أكثر من 150 مكتبًا في جميع أنحاء الولايات المتحدة.  ثم وظفت شركة بيراتون أكثر من 5000 شخص في منطقة العاصمة واشنطن وحوالي 18000 شخص في جميع أنحاء العالم. 